# Asclepias lynchiana
Asclepias lynchiana là một loài thực vật có hoa trong họ La bố ma. Loài này được Fishbein mô tả khoa học đầu tiên năm 1997.